# Darlington Raceway
Il Darlington Raceway (conosciuto anche con il nome di "The Lady in Black" o di "The Track Too Tough to Tame") è una pista ovale che si trova a Darlington, in Carolina del Sud (Stati Uniti). La pista è considerata una delle piste più note e amate tra gli appassionati delle corse NASCAR anche per la sua forma di ovale "a uovo", dovuta al fatto che in origine il proprietario di un laghetto nei pressi del terreno si fosse rifiutato di venderlo, costringendo i progettisti del tracciato a non realizzare un ovale perfetto.
Il Darlington Raceway è anche una delle piste più difficili da affrontare e un vero e proprio rompicapo per i meccanici che devono approntare le macchine nelle migliori condizioni, a causa delle le sue differenti pendenze in ogni curva e rettilineo.

## Storia
Harold Brasington, un ex-pilota, aveva avuto modo di conoscere Bill France Sr. quando entrambi correvano a Daytona Beach e in altre piste di terra battuta nel sudest e nel Midwest degli Stati Uniti. Brasington aveva quindi abbandonato le corse alla fine degli anni '40 per concentrarsi sulla sua attività di costruttore edile e di agricoltore. Dopo aver assistito alla Indianapolis 500 del 1948 e aver constatato la grande folla di spettatori accorsi ad assistere all'evento, Brasington comincia ad avere l'idea di costruire una pista a Darlington ("se c'è riuscito Tony Hulman a farlo qui, anch'io posso farlo a casa mia"). Brasington acquista quindi 70 acri di terreno da un altro proprietario terriero, Sherman Ramsey, cominciando i lavori di costruzione di una pista automobilistica in quello che era in precedenza un terreno coltivato a cotone e arachidi. Brasington però è costretto a realizzare un ovale di forma irregolare, con una delle curve più stretta e più in pendenza rispetto alle altre perché aveva promesso a Ramsey che la nuova pista non avrebbe intaccato il laghetto (di proprietà di quest'ultimo) che si trovava sul lato più orientale del terreno. Per compensare la curva particolare, Brasington era stato in grado però di costruire l'altra curva più larga e della pendenza che desiderava. I lavori di costruzione durano un anno.
Una volta completata la pista, Brasington conclude un accordo con France nel 1950 per organizzare una corsa sulla distanza delle 500 miglia in occasione del Labor Day di quell'anno: si tratta della prima edizione della Southern 500, con un montepremi di 25.000 dollari e con la compartecipazione della NASCAR e dell'organizzazione rivale di quest'ultima, la Central States Racing Association. Si iscrivono alla gara più di 80 piloti e Brasington organizza direttamente la competizione elaborando un sistema di qualifica (lungo due settimane) simile a quello utilizzano nella Indianapolis 500. Sempre dalla famosa corsa di Indianapolis Brasington prende l'idea di schierare le 75 auto qualificate in 25 file di tre macchine ciascuna. Negli anni questa tradizione è stata eliminata dalla NASCAR, che ha introdotto una serie di regole standard da applicare in tutti i circuiti dei suoi campionati, tra cui quella riguardo al numero delle auto qualificate per ogni singolo evento. La prima edizione della Southern 500 viene vinta da Johnny Mantz, alla guida di un'auto di proprietà dello stesso Bill France Sr.
A partire dal 1997 la pista è stata pesantemente rinnovata. In una prima fase si è invertito il senso della pista: quello che era il rettilineo principale è diventato il secondo rettilineo, e viceversa (rinominando tutte le curve); a cavallo tra il 2003 e il 2004 è stato installato un impianto di illuminazione per consentire le gare in notturna. Inoltre sono stati approntato dei lavori di ampliamento dei posti disponibili per gli spettatori fino a 65.000 (venendo comunque limitati, in questo ampliamento, dalla strada che corre parallela al secondo rettilineo e dal vicino laghetto).

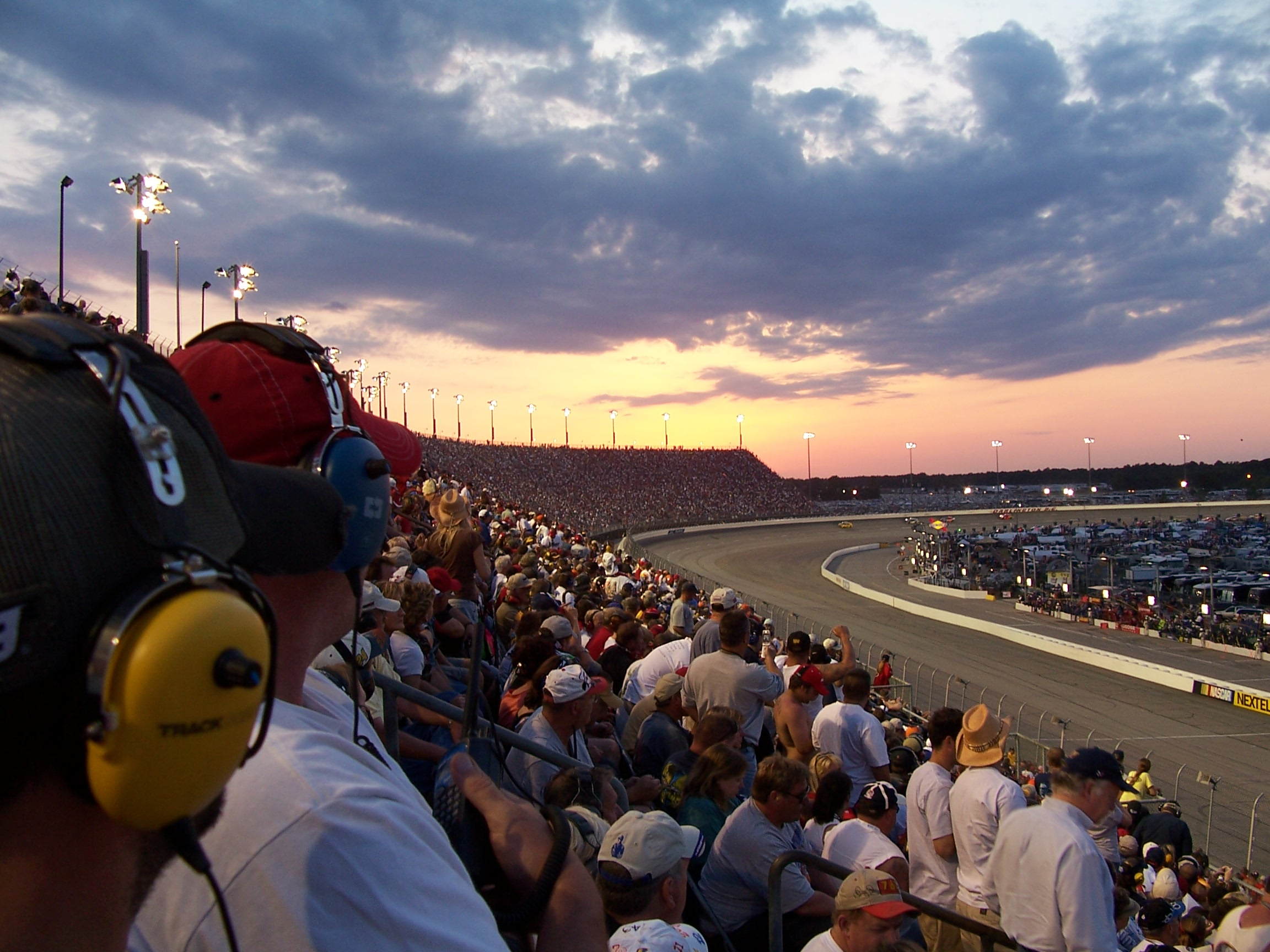
Il circuito del Darlington Raceway nel 2006.

Nel 2008 viene approvato e realizzato un progetto di rinnovamento costato 10 milioni di dollari, preceduto da un altro progetto di rinnovamento di 6 milioni avvenuto nel 2007 con l'obiettivo di asfaltare nuovamente tutta la pista (l'ultima asfaltatura era stata realizzata nel 1995). Nel 2019 viene comunicato ufficialmente che i posti disponibili nell'impianto di Darlington sono stati ridotti a 47.000.
Tra i piloti e gli appassionati delle corse NASCAR di più vecchia data, la pista di Darlington è una delle più note e leggendarie. Forse ciò è dovuto alla maggiore lunghezza di questo ovale rispetto agli altri speedway costruiti in quell'epoca, rendendo possibile raggiungere delle velocità che nei vecchi ovali sono difficilmente raggiungibili. Il Darlington Raceway viene chiamato dagli appassionati "The Lady in Black" perché nei primi anni le squadre di manutenzione della pista, la notte precedente alla gara, coprivano l'intero tracciato di un sigillante di asfalto fresco rendendo il tracciato di un nero molto scuro. La pista è anche nota con un altro nomignolo, "The Track Too Tough to Tame" (che in italiano si potrebbe rendere con "la pista troppo difficile da addomesticare"): la pista è considerata una delle più impegnative del calendario, a causa di vari fattori. Per via della configurazione asimmetrica delle curve, i piloti sono costretti ad utilizzare un setup che massimizzi la tenuta di strada e di conseguenza la velocità in una sola delle due curve, ritrovandosi di converso con un assetto più compromesso nell'altra curva. Inoltre il banking molto più pronunciato all'esterno delle due curve, concepito originariamente come un rudimentale sistema per rallentare le auto in rotta di collisione col muro, fa sì che i piloti guidino stando più vicini possibile alle barriere all'esterno per massimizzare la velocità di percorrenza, aspetto che riduce notevolmente il margine di errore oltreché la larghezza utile della pista per le vetture in lotta e rappresenta un'anomalia rispetto ad altri ovali americani. Infine, l'età della pista fa sì che l'asfalto sia molto più abrasivo del normale, esponendo i meccanici ad ancora più compromessi sul setup per massimizzare i long run e i piloti a difficoltà aggiuntive dovute alla forte usura degli pneumatici. Più che affrontare la gara, i piloti insomma devono innanzitutto affrontare la pista. I piloti che sbattono con le proprie auto sul muro dell'ovale si dice che abbiano ricevuto il loro "Darlington Stripe", a rappresentare la strisciata sulla fiancata destra della loro auto.

## Competizioni

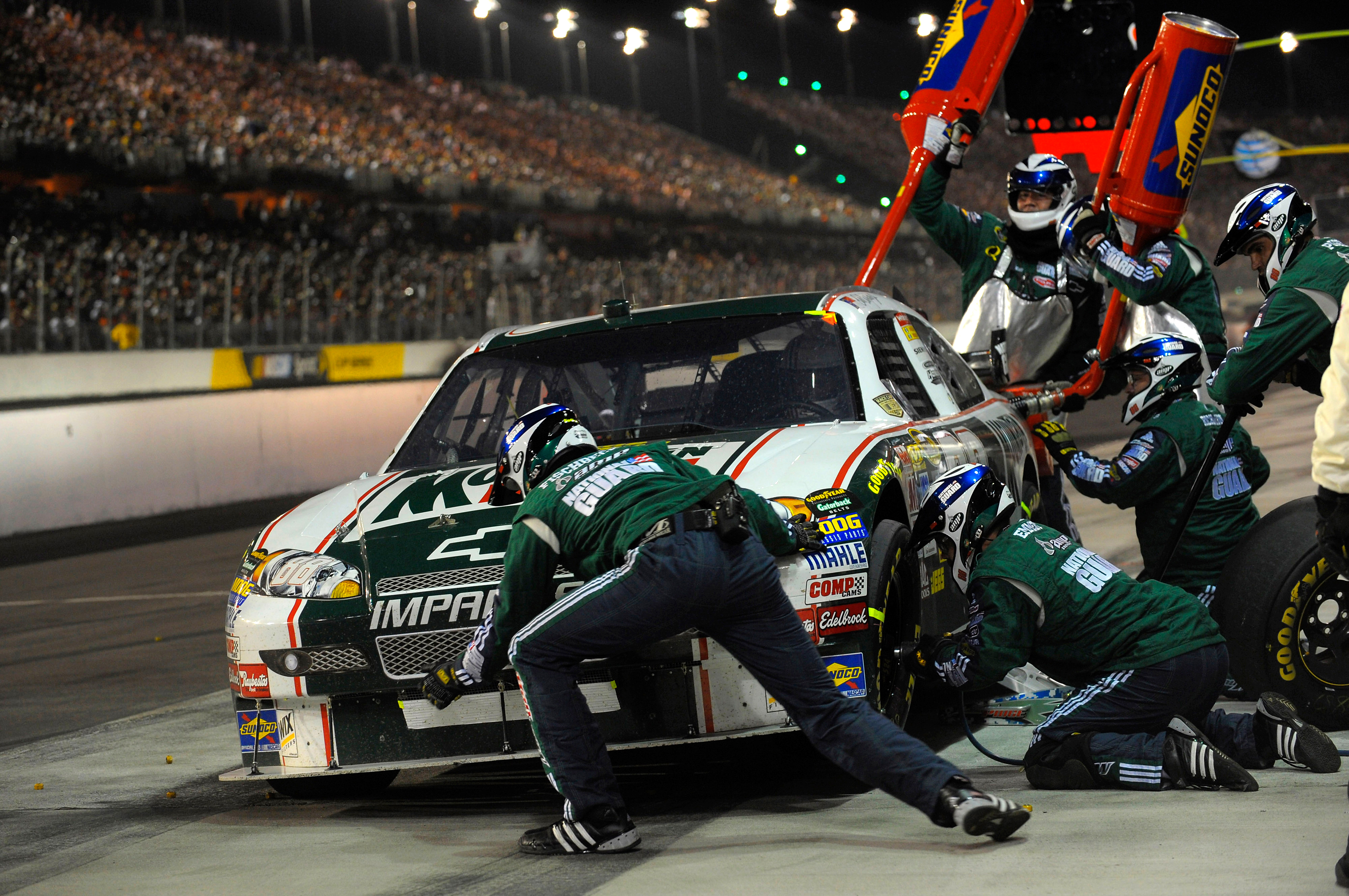
Dale Earnhardt Jr. durante un pit stop nella Dodge Challenger 500 del 2008.

Per molti anni, il circuito di Darlington è stata sede di due gare annuali delle NASCAR Cup Series. La prima, la Rebel 400, si teneva in primavera mentre la seconda, la Southern 500, nel weekend del Labour Day, in settembre. Nel 2003 viene comunicato che la gara di settembre viene stata trasferita nel California Speedway di Fontana, mentre la prima gara viene posticipata al novembre 2004, facendo parte della Chase for the Nextel Cup. Come conseguenza dell'accordo stragiudiziale nella causa Ferko che aveva coinvolto la NASCAR, l'ente organizzatore delle Cup Series elimina completamente la Southern 500, sollevando polemiche tra i vecchi appassionati di Darlington. La corsa viene quindi ripristinata ma spostata in primavera, nel fine settimane corrispondente al Mother's Day e ridotta alla lunghezza di 400 miglia. Nel quadriennio successivo la gara ritorna ad essere percorsa sulle 500 miglia con la sponsorship della Dodge, prima di tornare ad assumere il nome tradizionale di Southern 500 nel 2009. Nel 2014 la gara di Darlington e quella del Kansas Speedway si sono invertite di posto nel calendario NASCAR, per poi ritornare alla loro collocazione originaria nella stagione successiva.
Nel 2020, dopo la pausa dovuta alla pandemia del COVID-19, l'ovale di Darlington ha visto ben tre gare in uno stesso anno: oltre alla Southern 500 vi si è corsa la Real Heroes 400 e la Toyota 500. Alla fine dello stesso 2020, la NASCAR ha comunicato di voler ritornare a Darlington anche con le NASCAR Truck Series dopo nove anni di assenza. Attualmente, tutte e tre le serie NASCAR sono ospitate dal circuito di Darlington.

### Corse attualmente organizzate
- NASCAR Cup Series
  - Cook Out Southern 500 (1950-oggi)
- NASCAR Xfinity Series
  - Sports Clips Haircuts VFW 200 (1982-oggi)
- NASCAR Craftsman Truck Series
  - Buckle Up South Carolina 200 (2001-2004, 2010-2011, 2020-oggi)

## Record

### Qualifica
- NASCAR Cup Series:  Aric Almirola - 26.705 secondi (2014)
- NASCAR Xfinity Series:  Carl Edwards - 27.784 secondi (2008)
- NASCAR Craftsman Truck Series:  Cole Whitt - 28.273 secondi (2011)

### Gara
- NASCAR Cup Series:  Denny Hamlin - 28.332 secondi (2018)
- NASCAR Xfinity Series:  Ryan Blaney - 29.196 secondi (2019)
- NASCAR Craftsman Truck Series:  John Hunter Nemechek - 29.392 secondi (2021)